# شهرستان مینرال (کلرادو)
شهرستان مینرال، کلرادو (به انگلیسی: Mineral County, Colorado) یک سکونتگاه مسکونی در ایالات متحده آمریکا است که در کلرادو واقع شده‌است.

## خصوصیات
شهرستان مینرال ۲٬۲۷۴٫۰۲ کیلومترمربع مساحت دارد.